# Křtinské údolí

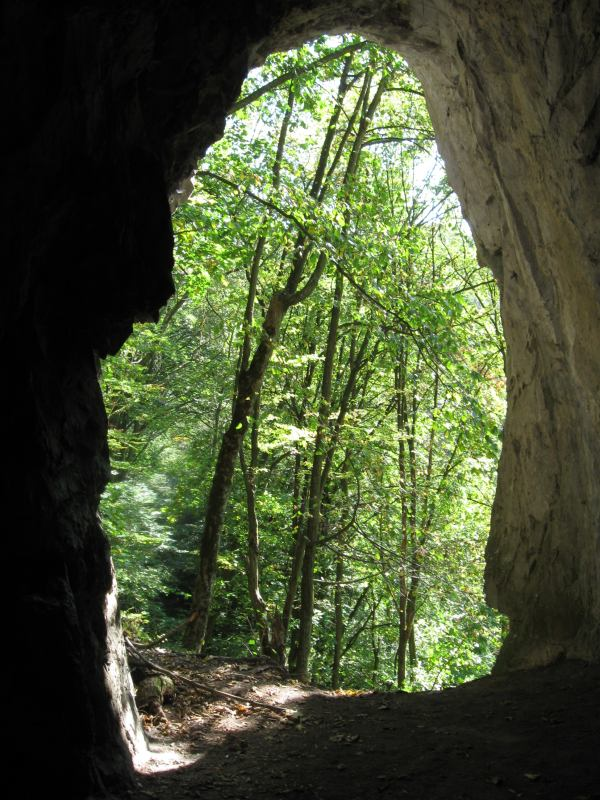
Jeskyně Kostelík v Křtinském údolí

Křtinské údolí (též Křtinský žleb) je asi 10 km dlouhý krasový kaňon táhnoucí se od Křtin do Adamova. Spodní část Křtinského údolí od Josefova k Adamovu se nazývá Josefovské údolí.
Křtinské údolí bylo po tisíciletí tvarováno vodami Křtinského potoka, který zde vyhloubil úzký kaňon. Do údolí vyvěrá na povrch z podzemí Jedovnický potok, který stejně, jako Josefovský potok a další drobné přítoky vtéká do Křtinského potoka. Křtinský potok se na několika místech dělí a část jeho vod vtéká do ponorů a vytéká z vývěrů.
V kaňonu se nachází několik jeskyní i jeskyněk. Nejznámějšími jsou:
- Žitného jeskyně
- Drátenická jeskyně
- Jeskyně Mariánská
- Jeskyně Vokounka – v době druhé světové války byl interiér jeskyně využita pro válečné účely.
- Rudolfova jeskyně
- Výpustek – jeskyně zpřístupněná roku 2008. V období druhé světové války zde byla plánována výstavba podzemní továrny. Výroba se zde z části rozběhla. Po válce byly vnitřní prostory jeskyně využity k výstavbě protiatomového krytu pro záložní vojenské velitelství pro oblast jižní Moravy s kapacitou pro 250 důstojníků.
- Jurová jeskyně
- Jeskyně Jestřábka
- Jeskyně Kanibalka
- Jeskyně Silvestrovka
- Jeskyně Kostelík – průchozí po značené turistické stezce.
- Býčí skála – světoznámá jeskyně nacházející nedaleko Josefova v cca polovině Křtinského údolí. Jeskyně se proslavila nálezem tzv. Halštatského pohřbu českým archeologem Jindřichem Wankelem. V období druhé světové války zde byla plánována výstavba podzemní továrny.
- Sobolova jeskyně – jeskyně nacházející se na úpatí Krkavčí skály nedaleko Býčí skály.
- Jeskyně Jáchymka (též Evina jeskyně) – průchozí po značené turistické stezce.

V Křtinském údolí se nachází skalní můstek "Salve-Vale", u kterého je ponor Křtinského potoka. Na jednom z velkých balvanů pod tímto obloukem je dnes nečitelný nápis "Salve", který vítá poutníky do křtinského chrámu. Na druhé straně je nápis "Vale", dávající poutníkům pozdrav na rozloučenou.
Též se zde nachází pomník partyzánů, kteří zde padli 7. května 1945.
Nad Křtinským údolím leží na ostrohu na skále pozůstatky středověkého opevněného sídla, které se nazývá Hrádek u Babic.
V Josefovském údolí stojí v lokalitě Josefov technická památka Huť Františka, muzeum a hutní hostinec Švýcárna. Nedaleko Švýcárny byl v roce 2016 vybudován lesní bar. Údolím vede 5 km naučná stezka, která se zaměřuje na geologii, botaniku, zoologii, ekologii.

## Fotogalerie

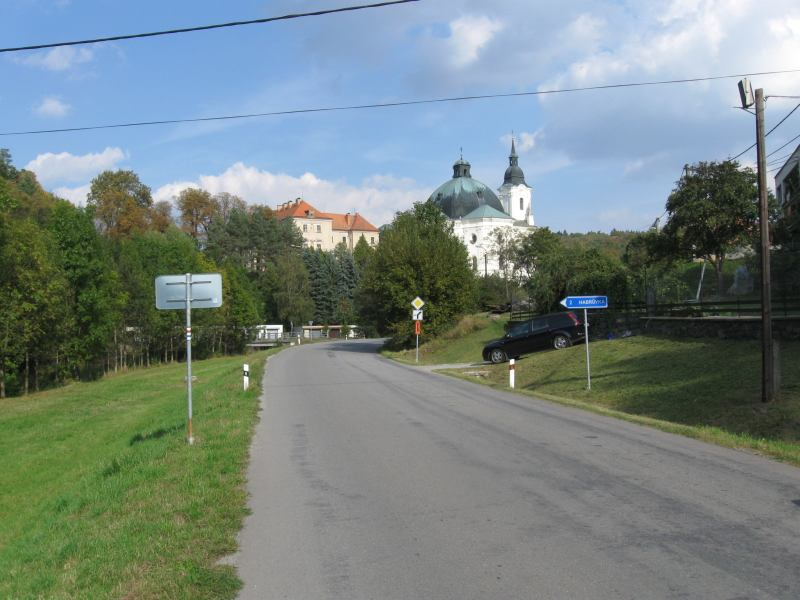
Začátek Křtinského údolí, v pozadí chrám Jména P. Marie a zámek Křtiny
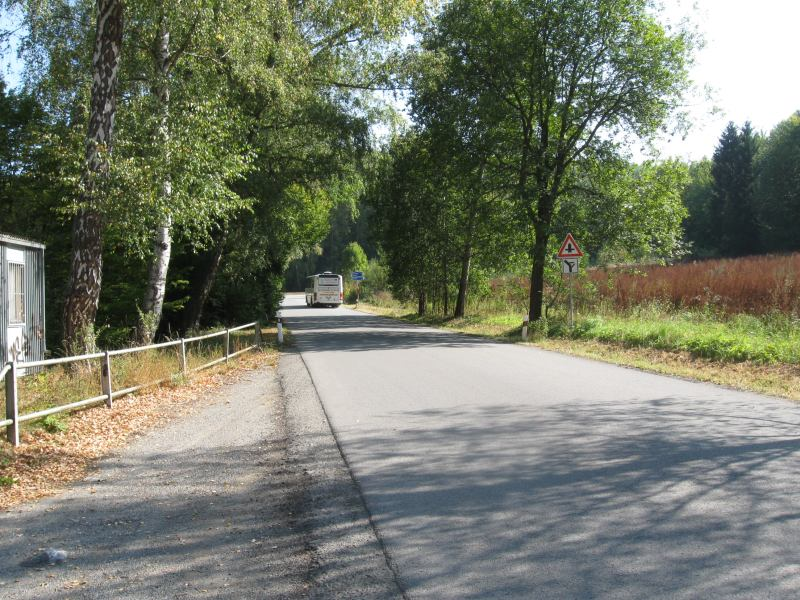
Křtinské údolí, křižovatka na Babice nad Svitavou
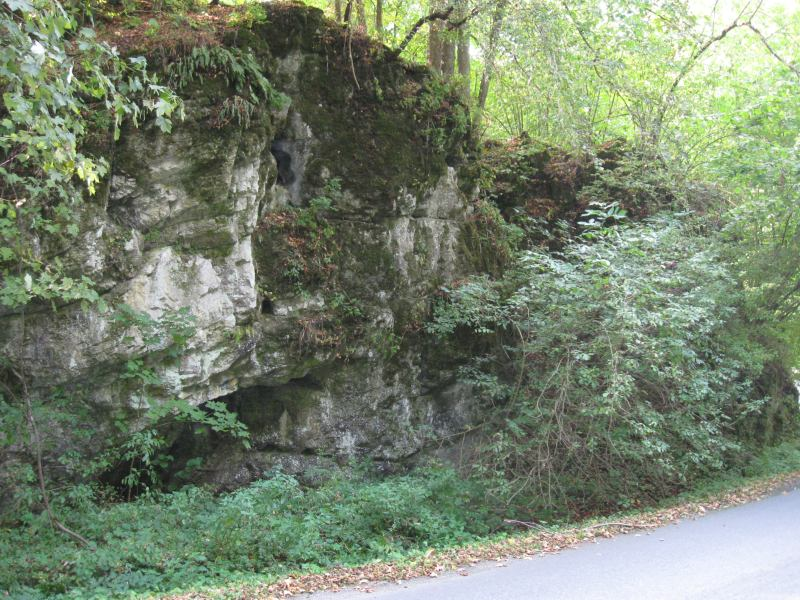
Křtinské údolí, skála "Salve – Vale"
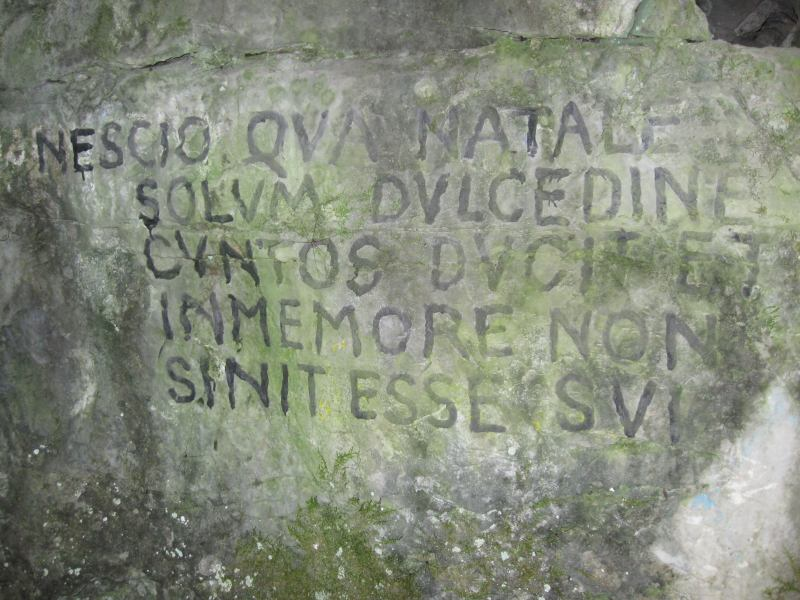
Detail skály "Salve Vale"
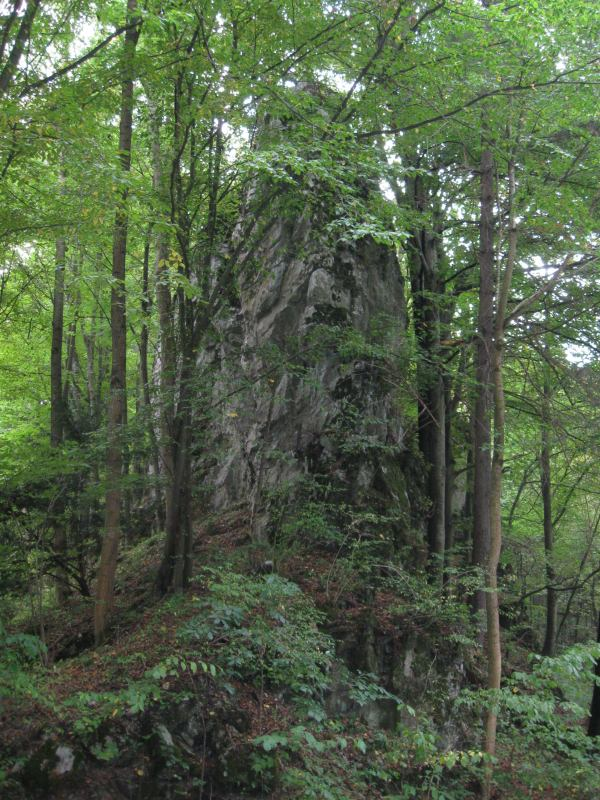
Křtinské údolí – "Zub času"
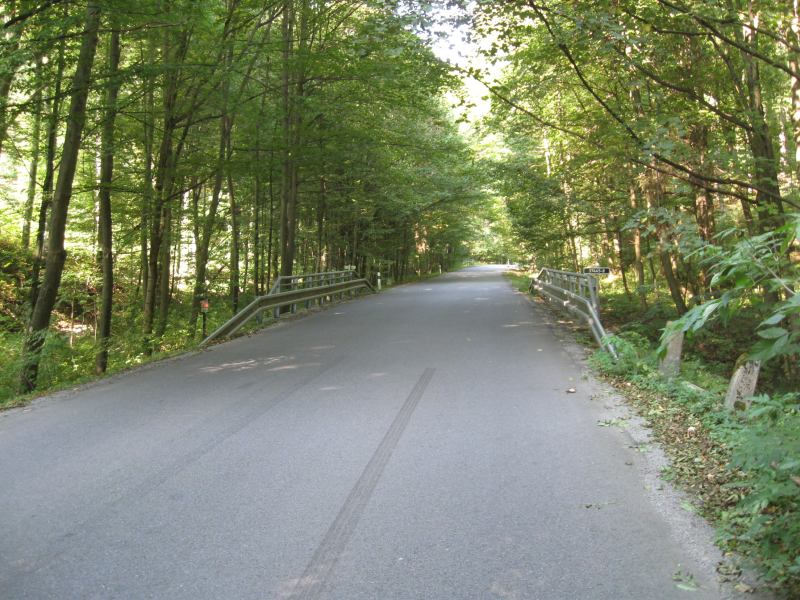
Silnice Křtinským údolím
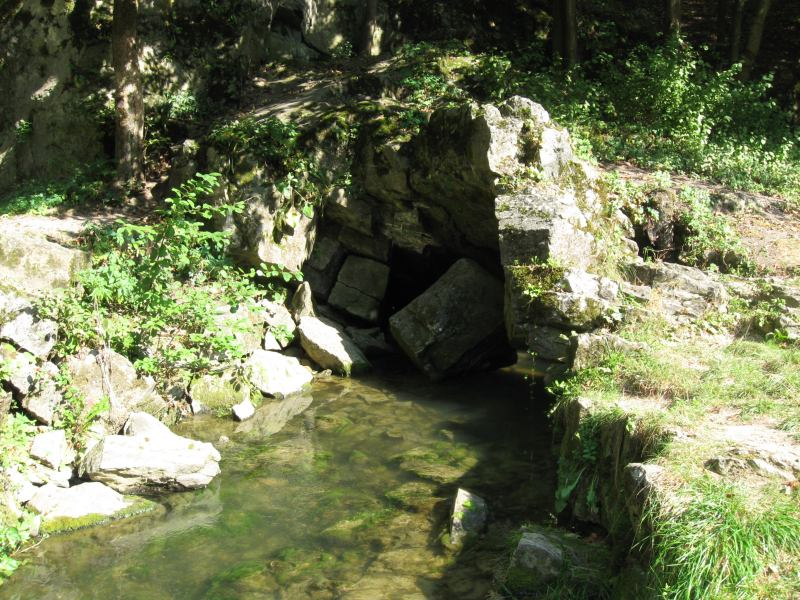
Křtinské údolí – vývěr Jedovnického potoka
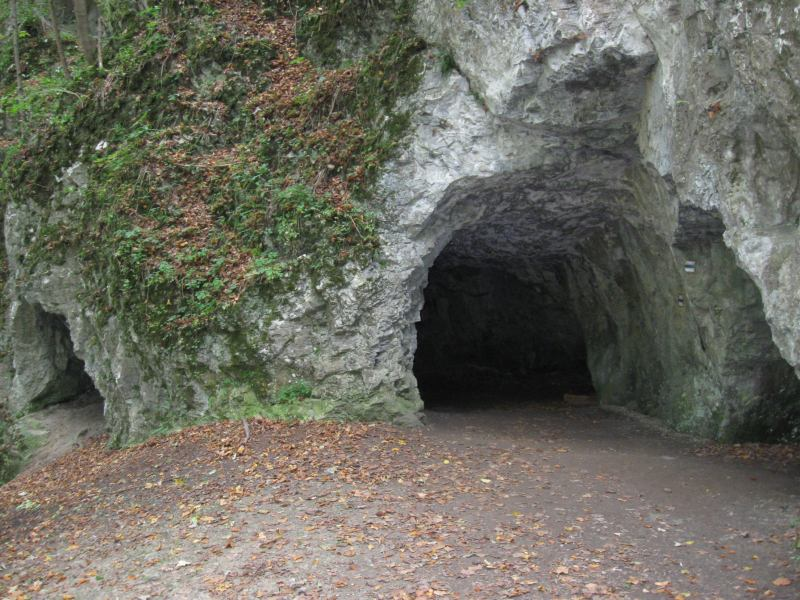
Křtinské údolí – jeskyně Jáchymka
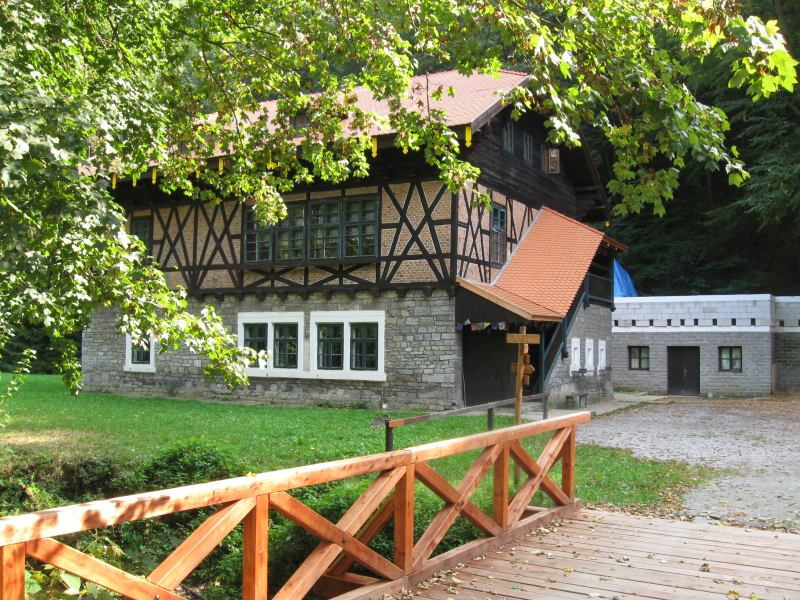
Křtinské údolí – Švýcárna
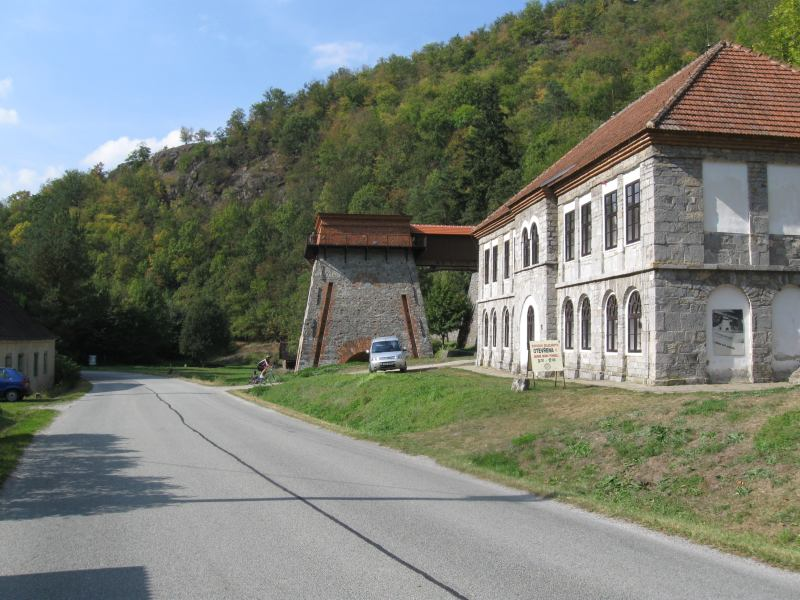
Křtinské údolí – Stará huť (Huť Františka)
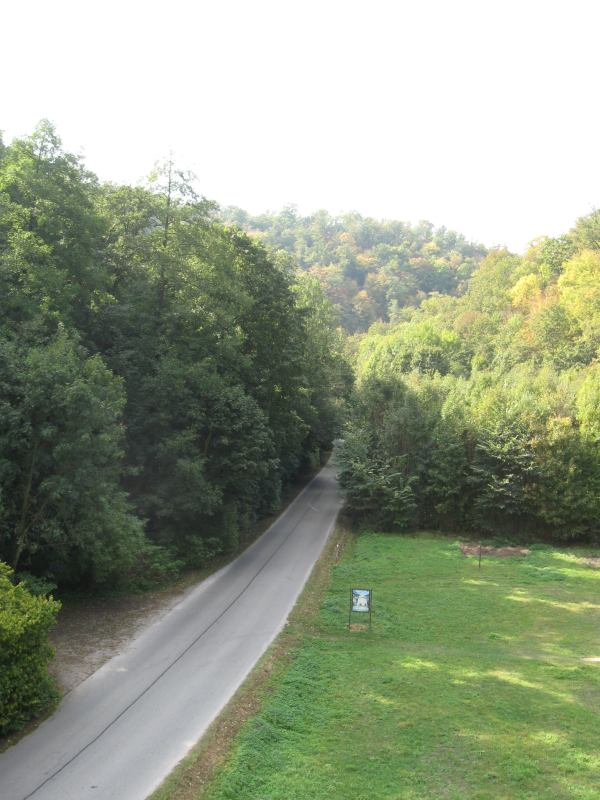
Křtinské údolí – část "Josefovské údolí"
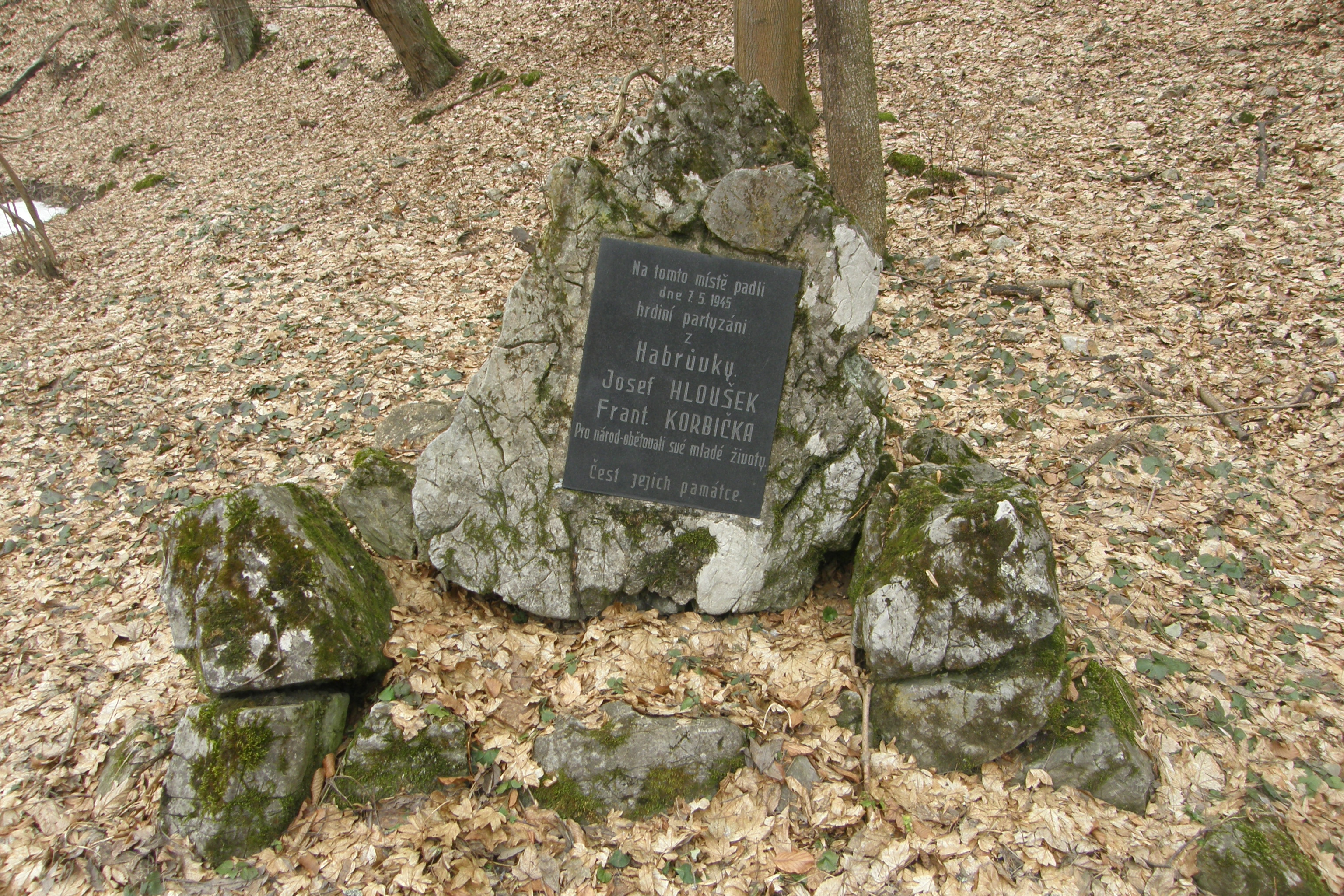
Památník partyzánům